# Kongomyrpickare
Kongomyrpickare (Parmoptila jamesoni) är en fågel i familjen astrilder inom ordningen tättingar.

## Utseende och läte
Kongomyrpickaren är en udda liten och tunnäbbad astrild som mer påminner om en sångare. Benen är karakteristiskt skärbruna. Könen skiljer sig tydligt åt. Hanen har rött i pannan, brun ovansida och rost- eller kastanjebrunt i ansiktet och på undersidan. Honan är gulbrun i ansiktet och på kinderna, ljusbeige undertill med spridda mörka pilspetsformade teckningar och brun ovan. Lätet består av ett ljust och nedåtböjd "whseet".

## Utbredning och systematik
Fågeln förekommer från östra Kongo-Brazzaville och norra Kongo-Kinshasa till västra Uganda och västra Tanzania. Den behandlas som monotypisk, det vill säga att den inte delas in i några underarter.

## Levnadssätt
Kongomyrpickaren hittas i både ursprunglig skog, ungskog och galleriskog. Där ses den i undervegetationen och skogens mellersta skikt, ofta nära vatten. Fågeln påträffas i par eller smågrupper som födosöker för sig själv eller som en del av artblandade flockar. Födan består av insekter, med förkärlek för myror.

## Status och hot
Arten har ett stort utbredningsområde, men tros minska i antal, dock inte tillräckligt kraftigt för att den ska betraktas som hotad. Internationella naturvårdsunionen IUCN listar arten som livskraftig (LC).

## Namn
Fågelns vetenskapliga namn hedrar den irländske samlaren, jägaren och upptäcktsresanden James Sligo Jameson (1856-1888). Fram tills nyligen kallades den jamesonmyrpickare även på svenska, men justerades 2022 till ett enklare och mer informativt namn av BirdLife Sveriges taxonomikommitté.

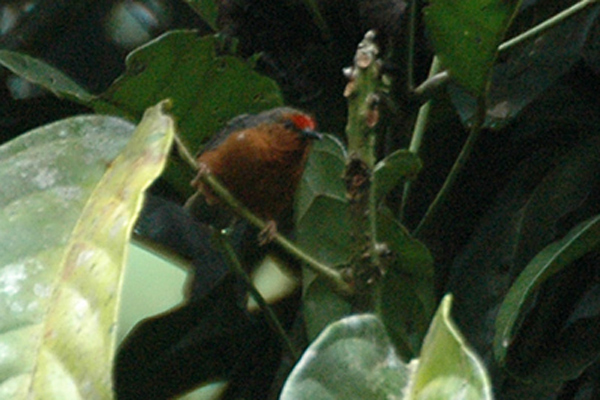
Hane